# Carmentina chrysosema
Carmentina chrysosema är en fjärilsart som beskrevs av Edward Meyrick 1933. Carmentina chrysosema ingår i släktet Carmentina och familjen gnuggmalar. Inga underarter finns listade i Catalogue of Life.